# Bijloop
De Bijloop is een waterloop ten zuidwesten van Breda in de Nederlandse provincie Noord-Brabant. 
De waterlopen Bijloop en Turfvaart delen hetzelfde stroomgebied. Van de Bijloop kon vroeger geen gebruik worden gemaakt omdat het grootste deel van het beekdal onder het veen verstopt lag. Voor de turfwinning werd daarom begin 17e eeuw een turfvaart gegraven op de flank van het beekdal van de Bijloop.
De Turfvaart ontspringt in het grensgebied ten westen van Achtmaal in de omgeving van de Helstraat. De waterloop kruist daarna de Minnelingsebrugstraat en de Roosendaalsebaan en stroomt verder door de Turfvaartse landgoederen van Natuurmonumenten. Tot aan de Rucphenseweg (N638) is de Turfvaart de enige waterloop.
De bovenloop van de Bijloop is nog een jonge beek. Pas na de turfwinning is het oude beekdal weer tevoorschijn gekomen. De Bijloop begint nu nabij het landgoed De Moeren van Natuurmonumenten. Van zuid naar noord neemt ze enkele waterlopen op: de Fleschloop, de Blikloop, de Lange Matenloop, de IJzerloop en de Liesloop.
De Bijloop stroomt door de natuurgebieden Pannenhoef en Vloeiweide van Brabants Landschap. Vlak voor Vloeiweide, bij buurtschap Hellegat, vertakt de beek zich in tweeën. De oostelijk tak, ooit de oorspronkelijke loop van de Turfvaart, mondt na een paar kilometer meteen uit in de Aa of Weerijs. De noordelijke tak volgt de laagste punten van het beekdal en meandert verder door het landschap. Uiteindelijk kruist deze Bijloop de A16 en stroomt daarna langs de Bredase wijk Princenhage. Daarna komt de Turfvaart samen met de Bijloop. De waterloop stroomt rustig langs de Graaf Engelbertlaan en mondt uit in de Aa of Weerijs.
Hoewel Turfvaart en Bijloop op meerder plaatsen vlak naast elkaar liggen, zijn ze waterstaatkundig losgekoppeld. De Turfvaart ligt tussen dammen (vaartkanten) en ontvangt vanaf de Rucphenseweg geen water meer uit de omgeving. Tussen 2016 en 2018 is er een verdere scheiding aangebracht tussen de twee waterlopen. Het "natuurwater" wordt via de Bijloop afgevoerd, en "landbouwwater" via de Turfvaart.

## Geografie
De plaatsen bij de Bijloop zijn: Achtmaal, Hellegat, Achterste Rith en Breda.

## Zijriviertjes
Dit zijn de zijriviertjes van de Bijloop
- Van de Turfvaart: De Helloop, de Ellevaartsche Loop en de Zoeksche Loop
- Van de Bijloop zelf: De Fleschloop, de Blikloop, de Lange Matenloop, de IJzerloop en de Liesloop